# Frankfort (Kentucky)
Pour les articles homonymes, voir Frankfort.
La ville de Frankfort est la capitale de l’État du Kentucky, aux États-Unis, ainsi que le siège du comté de Franklin. C'est la quatrième plus petite capitale d'un État américain (après Montpelier dans le Vermont, Pierre dans le Dakota du Sud et Augusta dans le Maine). Sa population était de 25 527 habitants au recensement de 2010 (à comparer auprès des 600 000 habitants de Louisville, la plus grande ville de l'État). Frankfort est située sur le bord de la rivière Kentucky, dans le nord-est de l'État. Elle est distante de Lexington de 36 km en direction sud-est, et de Louisville de 75 km en direction ouest.

## Histoire
La ville tient son nom d'un évènement qui se produisit dans les années 1780, avant la création de la ville. Des Amérindiens attaquèrent un groupe de pionniers européens venus de Bryan Station (aujourd'hui Lexington dans le Kentucky) et qui produisait du sel dans un gué (ford en anglais) sur la rivière Kentucky. Le pionnier Stephen Frank fut tué et les colons décidèrent alors d'appeler le gué le « Frank's Ford ». Plus tard ce nom par élision deviendra Frankfort.
La ville est fondée dans les années 1780 après l'installation permanente des premiers colons britanniques, Frankfort devient la capitale du Kentucky en 1792 après l'intégration de cet État (le 15e) à l'Union. Pendant la guerre de Sécession, des fortifications sont construites par l'Union autour de la ville (Fort Hill). La ville sera brièvement occupée par les Confédérés.
Le 3 février 1900, le gouverneur du Kentucky William Goebel est assassiné à Frankfort alors qu'il assistait à l'inauguration du Capitole. L'ancien secrétaire d'État du Kentucky, Caleb Powers (en), est reconnu coupable de complicité (il sera condamné à 8 ans de prison, ce qui ne l'empêchera pas ensuite d'être élu comme représentant du Kentucky au Congrès des États-Unis).
Depuis les années 1960, la ville s'est considérablement développée.

## Démographie
| Groupe                           | Frankfort | Kentucky | États-Unis |
| -------------------------------- | --------- | -------- | ---------- |
| Blancs                           | 77,1      | 87,8     | 72,4       |
| Afro-Américains                  | 16,5      | 7,8      | 12,6       |
| Métis                            | 3,0       | 1,7      | 2,9        |
| Autres                           | 1,8       | 1,3      | 6,4        |
| Asiatiques                       | 1,4       | 1,1      | 4,8        |
| Amérindiens                      | 0,3       | 0,2      | 0,9        |
| Total                            | 100       | 100      | 100        |
|                                  |           |          |            |
| Hispaniques et Latino-Américains | 3,8       | 3,1      | 16,7       |

Selon l'American Community Survey, pour la période 2011-2015, 92,53 % de la population âgée de plus de 5 ans déclare parler anglais à la maison, alors que 4,55 % déclare parler l'espagnol et 2,92 % une autre langue.

## Personnalités liées à la ville

### Autres
- John Marshall Harlan (1833-1911), homme de loi ayant exercé à Frankfort ;
- Simon Bolivar Buckner, Sr., général américain, enterré dans le cimetière de la ville ;
- Simon Bolivar Buckner, Jr., général américain, enterré dans le cimetière de la ville.

## Jumelage
- San Pedro de Macorís (République dominicaine)